# Nice Guys Finish First

Nice Guys Finish First (diffusée à la BBC) est un documentaire de 1986 réalisé par Richard Dawkins qui traite du caractère égoïste ou coopératif des gènes, argumentant sur le fait que le comportement coopératif est souvent le plus favorable à leur propagation.

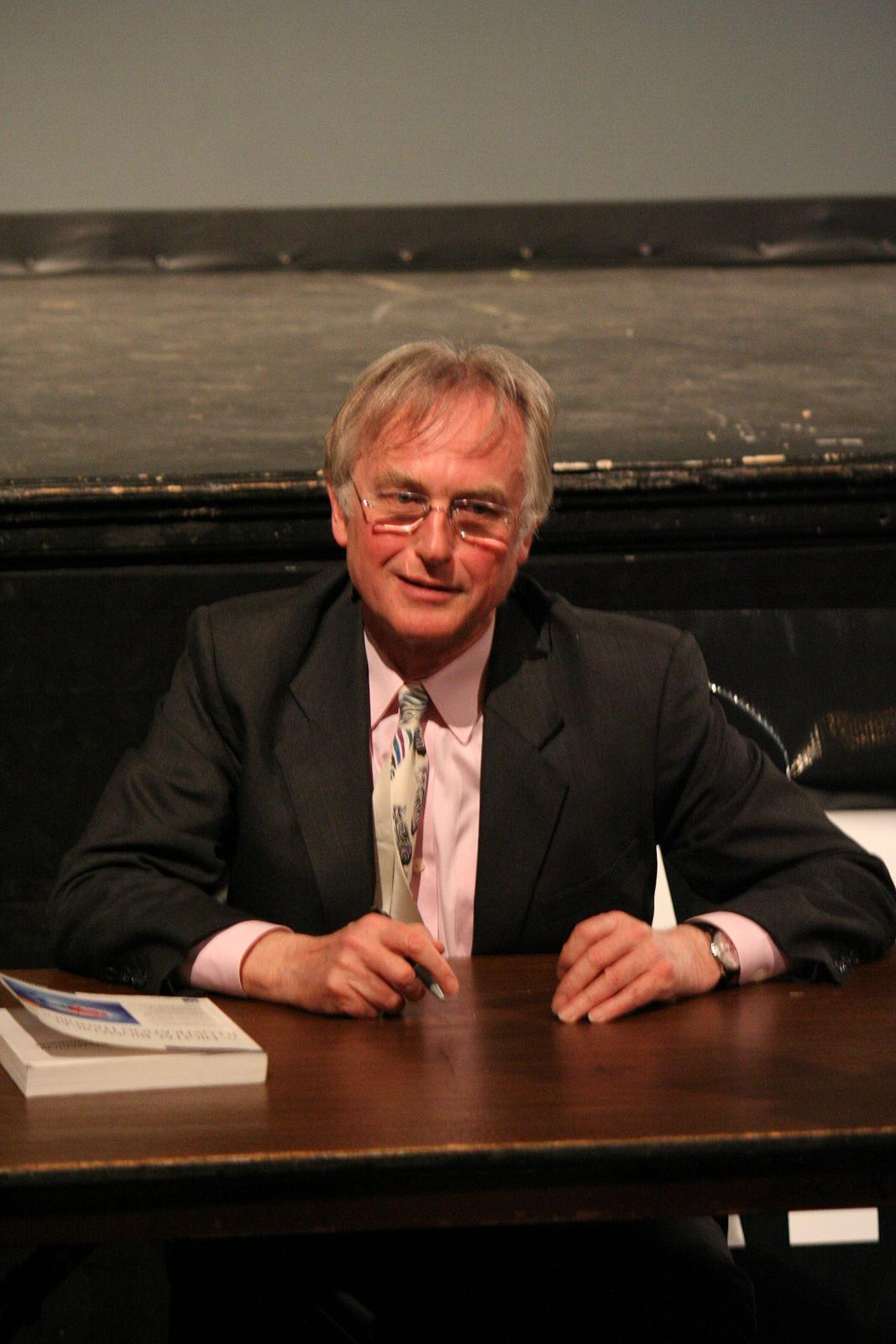
Richard Dawkins en mars 2008

L'exposé reprend dans le cadre de la lutte pour la survie le dilemme du prisonnier évoqué dans la théorie des jeux.  Le documentaire dure environ 45 minutes et a été produit par Jeremy Taylor.
Le douzième chapitre du livre de Richard Dawkins The Selfish Gene est aussi appelé Nice Guys Finish First et explore les mêmes idées.

## Contenu
Au début du documentaire, Richard Dawkins explique avec précision une méprise courante faite par le public au sujet de son premier ouvrage, The Selfish Gene. Il répond en particulier à une droite politique qui utilise sa théorie comme une justification du darwinisme social et du laissez-faire économique.
Le concept d'altruisme réciproque est le thème central du documentaire. Dawkins examine aussi la tragédie des biens communs et le dilemme qu'elle représente. 
Quatorze universitaire et experts en théorie des jeux ont soumis leurs programmes au test pour réaliser un tournoi, afin de voir qui gagnerait le dilemme du prisonnier. Le gagnant a été Coopération-réciprocité-pardon. Il reprend ces 4 conditions de victoire :
1. Sans provocation, l'agent coopère (alliance).
2. Si agression (provocation), l'agent agresse (répond).
3. L'agent pardonne rapidement.
4. L'agent doit avoir de grandes chances d'être en compétition avec l'opposant plus d'une fois.

Lors d'un second test, avec 60 tours de jeu, Coopération-réciprocité-pardon gagne encore.
La condition de "gentillesse initiale" comme élément de victoire est la conclusion que Richard Dawkins tire de cette étude et d'autres recherches de coopération effective, reprise par le slogan "Nice guys finish first." (les mecs sympas finissent premiers)

## Spécificités de ce documentaire
- Le document comporte un caractère historique, car on peut y voir un Richard Dawkins bien plus jeune qu'avant qu'il ne devienne une célébrité mondiale sur YouTube avec ses positions sur l'athéisme.
- Le titre constitue également un clin d'œil, répondant au titre de l'autobiographie de Leo Durocher Nice guys finish last, largement reprise par la suite dans le contexte des affaires ou de la vie sentimentale (voir Bad boy).
- Richard Dawkins dément par ce documentaire l'idée selon laquelle le darwinisme "démontrerait" que l'égoïsme le plus total est une condition de la survie, comme aurait pu le suggérer une lecture erronée de son ouvrage Le Gène égoïste, mais aussi l'individualisme comme le communautarisme.